# Favole/Cavalieri
Favole/Cavalieri è un singolo discografico di Umberto Balsamo, pubblicato nel 1985.
Favole era la sigla del programma televisivo contenitore di cartoni animati "Pegaso Kid", scritta da Umberto Balsamo. Sul lato B è incisa "Cavalieri", sigla finale della serie, scritta dallo stesso autore. Nessuno dei due brani è mai stato ristampato su CD.

## Tracce
Lato A
1. Favole – 3:16 (Umberto Balsamo)

Lato B
1. Cavalieri – 3:58 (Umberto Balsamo)